# Конрад III (Оелс)
Конрад III фон Оелс „Стари“ (на немски: Konrad III von Oels; на полски: Konrad III Stary; * 1354/1359; † 28 декември 1412) е от 1403 г. до смъртта си 1412 г. херцог на Оелс, Козел (Козле), Щайнау (Сцинава) и на половин Бойтен (Битом). Той произлиза от клон Глогау на силезийските Пясти.

## Биография
Той е единственият син на Конрад II фон Оелс († 1403) и Агнес († 1371), дъщеря на херцог Казимир I фон Тешен († 1358).
През 1403 г. Конрад III наследява баща си. През 1410 г. се бие заедно със сина си Конрад XII за Тевтонския орден и в битката при Таненберг синът му попада в плен (14110.
Конрад III умира през 1412 г., наследен е от синовете му.

## Фамилия
Конрад III се жени ок. 1380 г. за Юта/Гута († 1416/19). Те имат децата:
1. Конрад IV „Стари“ († 1447), херцог на Оелс и Бернщат; епископ на Бреслау (1417 – 1447)
2. Конрад V „Кантнер“ († 1439), херцог на Оелс, Козел и половин Бойтен; ∞ 1411 Маргарета († 1449/50)
3. Конрад VI „Дехант“, († 1427), херцог на Оелс и Щайнау
4. Конрад VII „Стари Белия“ († 1452), херцог на Оелс и др.; ∞ 1. 1437 Катарина († ок 1449); ∞ 2. 1450 неизвестна
5. Конрад VIII „Млади“ († 1444/47), херцог на Оелс, рицар на Тевтонския орден
6. Еуфемия (Офка) († 1444), омъжена I. на 14 януари 1420 г. за курфюрст Албрехт III фон Саксония-Витенберг († 1422), II. през 1432 г. за княз Георг I фон Анхалт-Цербст († 1474)
7. Хедвиг († 1447/53), ∞ 1423/30 херцог Хайнрих IX фон Глогов († 1467)